# Lékárenský komplex Jihlava

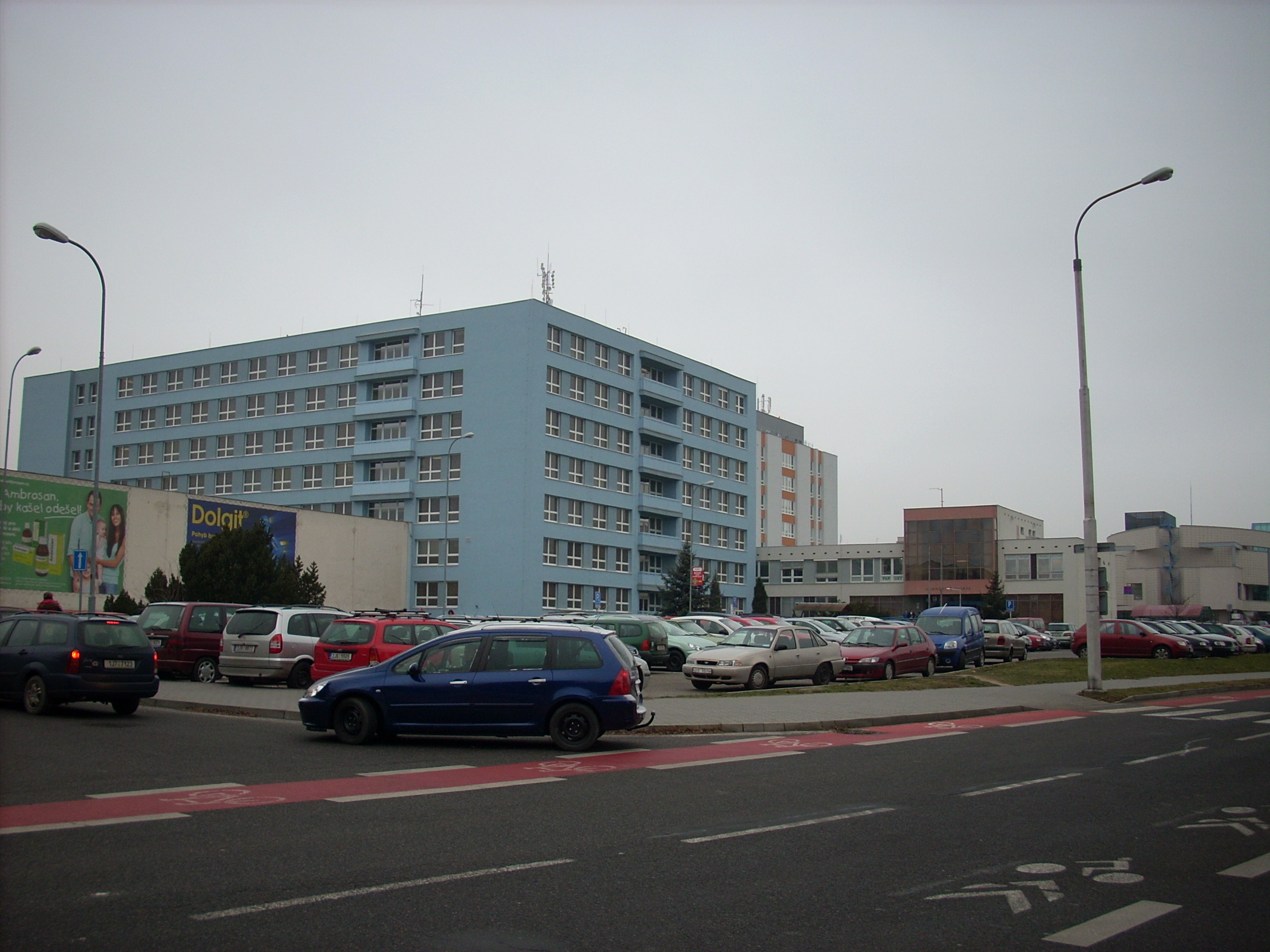
Nemocnice Jihlava

Lékárenský komplex Jihlava leží na ulici Vrchlického v Jihlavě a skládá se ze dvou architektonicky spojených, ale organizačně nezávislých areálů, a to Nemocnice Jihlava a Polikliniky (Domu zdraví).
Oba areály jsou architektonicky odlišné a byly postaveny v jiné době. Zatímco Poliklinika vznikla jako tehdejší Dům zdraví mezi lety 1948-1954, v současnosti existující budovy Nemocnice Jihlava vznikaly od roku 1973 (budova interního pavilonu) jakožto tzv. Nová nemocnice.

## Nemocnice Jihlava
Nemocnice Jihlava je nemocnice, jejímž hlavním účelem je poskytovat zdravotní péči se zahrnutím ambulantní a lůžkové části, základní a specializovanou diagnostickou a léčebnou péči, nezbytnou preventivní péči a lékárenskou činnost.
Organizace provádí vědeckou, vzdělávací a informační činnost ve zdravotnictví, jíž se zejména rozumí provádění klinického hodnocení účinků léků a nové zdravotnické techniky, vědeckovýzkumná činnost, pregraduální výchova zdravotnických pracovníků, postgraduální a kontinuální vzdělávání pracovníků ve zdravotnictví a zajištění činnosti odborné knihovny.
V roce 2019 získala nemocnice čtvrté místo v soutěži Bezpečná nemocnice, získala je za projekt "PRŮVODCE NEMOCNICÍ PODPORA PRO PACIENTY A KLIENTY NEMOCNICE".

## Poliklinika

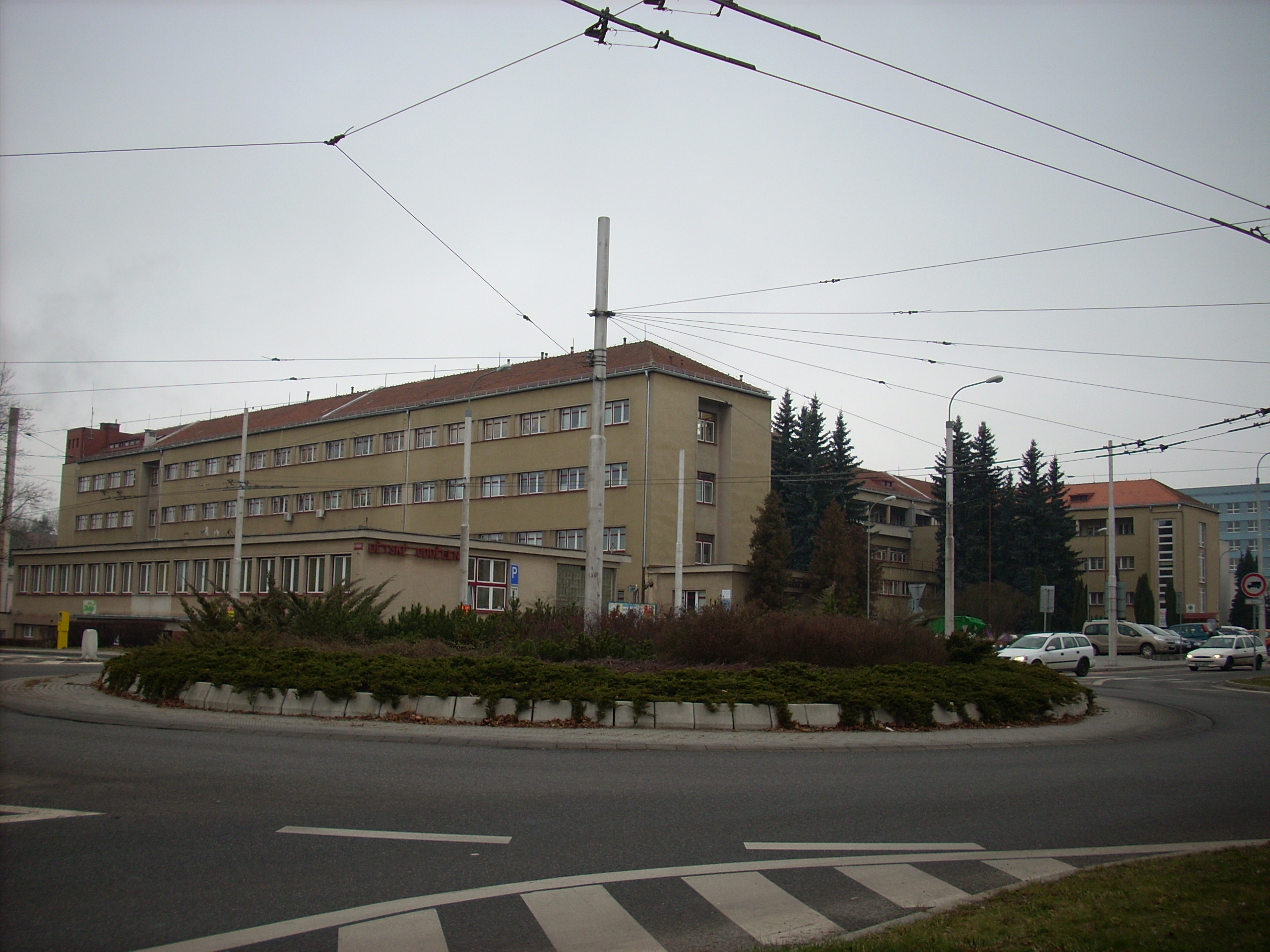
Poliklinika Jihlava

Poliklinika Jihlava (Dům zdraví) je nestátní lékařské zařízení sdružující následující lékařské obory: alergologie, imunologie, diabetologie, gynekologie, chirurgie, interna, kardiologie, dermatologie, neurologie, oční, ORL (ušní, nosní, krční), ortopedie, praktický lékař pro děti a dorost, praktický lékař, psychiatrie, revmatologie, stomatologie a urologie.
V prostorách polikliniky se nachází také lékárna.
V poliklinice Jihlava působí privátní poskytovatelé zdravotní péče (právnické nebo fyzické osoby), které mají vlastní oprávnění k poskytování zdravotní péče podle zákona č. 372/2011 Sb., o zdravotních službách, vydané Krajským úřadem kraje Vysočina.